# Il monaco (romanzo)
Il monaco (The Monk) è un romanzo gotico del 1796 di Matthew Gregory Lewis. Primo e più famoso romanzo scritto dall'autore britannico, allora appena ventenne, raccolse immediatamente un grande successo, accompagnato però da un grande scandalo. Il romanzo infatti, rifacendosi alla tradizione del romanzo gotico tedesco, contiene ed esaspera tutti gli elementi propri del genere: castelli, abbazie, fantasmi e, soprattutto, violenze, stupri, incesti, presenze demoniache.
Le varie critiche portarono così l'autore a pubblicare nel 1798 una versione rivista dell'opera nella quale vennero tolte o censurate alcune delle situazioni più scabrose.
Dal romanzo sono stati tratti vari adattamenti per il teatro e il cinema.

## Trama
Il romanzo narra la caduta di Ambrosio, giovane monaco spagnolo di bell'aspetto, dalla vita esemplare. Il religioso infatti, superiore dei cappuccini di Madrid, abbandonato nella prima infanzia davanti al convento, ha sempre vissuto lì ed è sempre riuscito a evitare il peccato. Ambrosio ha la fama del sant'uomo e diventa ben presto il confessore più richiesto di Madrid. Nella sua rigida vita l'unica sua debolezza è pregare davanti al quadro di una bellissima Vergine Maria.
Ambrosio vive la sua esistenza ritirato nella meditazione e nella preghiera, facendo voto di non lasciare mai le mura del convento. Nella solitudine della contemplazione si affeziona molto a un giovane novizio di nome Rosario, che sembra idolatrare il monaco ed emularlo: vive anch'egli ritirato come Ambrosio e cela le sue fattezze nella veste sacra, tenendo sempre il cappuccio ben calato sul viso. Le attenzioni di Rosario e l'evidente stima che nutre per Ambrosio, fanno sì che tra i due nasca un forte legame di amicizia e rispetto. Ambrosio non può che essere turbato e preoccupato per il progredire della malinconia del giovane Rosario e, dopo insistenti tentativi di alleviare le sofferenze che, tanto evidentemente, avvinghiano il giovane, questo gli confessa di essere in realtà una donna. Rosario così svela di chiamarsi Matilda, una donna che, pur di stare vicina all'uomo che tanto aveva ammirato e adorato, finse di essere un uomo per prendere i voti, così da potergli stare vicino. Ambrosio, a cui la vita esemplare impone di denunciare il fatto, lotta tra il suo dovere e il suo interesse: si è affezionato molto a quello che credeva essere un ragazzo dotato di intelligenza e nobiltà d'animo e non può credere che tutto quello sia stato un male. Così, rassicurato da Matilda, che gli promette di amarlo da lontano, e curioso di mettere alla prova la sua rettitudine e meritare fino in fondo la fama di sant'uomo che ha già, le permette di restare nel convento, nonostante più volte ritorni sulla sua decisione. Questa conclusione però lo porta inevitabilmente a cedere alla lussuria che cresce prepotentemente e rapidamente nel monaco, conoscendo prima la tentazione e poi, malgrado i suoi tormenti interiori, il peccato. Incomincia così una relazione con la donna, alimentata dalla scoperta che la Vergine davanti alla quale si genufletteva in preghiera, di cui ammirava la bellezza, è stata ritratta sul modello della stessa Matilda.
Ben presto però il rapporto con Matilda non appaga più la lussuria del monaco che, in cerca di una nuova fonte di piacere, si invaghisce dell'innocente Antonia, presso la cui casa si reca regolarmente per alleviare le pene della giovane e della madre Elvira, ormai morente.
Matilda gli offre il suo aiuto al fine di appagare i desideri carnali che Ambrosio nutre per la fanciulla: fa ricorso alla stregoneria, e, invocando Lucifero, dà al monaco un rametto di mirto che gli permette di dischiudere tutte le porte dell'abitazione di Antonia e di far cadere in un sonno molto profondo la sua vittima, affinché possa abusarne indisturbato. Ambrosio è sul punto di deflorare la giovane, quando la madre di lei, Elvira, tormentata da un incubo in cui vede la figlia chiedere disperatamente aiuto, irrompe nella sua stanza, interrompendo provvidenzialmente il monaco. Nel totale giogo della paura che la donna riveli al mondo la sua vera indole e che lo consegni alla Santa Inquisizione, Ambrosio uccide Elvira e scappa senza che alcuno possa sospettare di lui.
A questo punto i progetti fatti su Antonia sembrano irraggiungibili, ma Matilda gli suggerisce di avvelenare Antonia con un oppiaceo allo scopo di farla sembrare morta e poi seppellirla in una cripta accessibile solo a lui. Il piano va a buon fine e la giovane viene violentata, ma, nel frattempo, il nascondiglio sotterraneo viene scoperto da un gruppo di soldati che arrestano il monaco e la sua complice, non prima però che questo abbia pugnalato a morte Antonia.
I due sono consegnati all'Inquisizione, torturati e condannati a morte. Per sfuggire alla sentenza il monaco, seguendo l'esempio di Matilda, decide, dopo innumerevoli tormenti, di vendere la propria anima al diavolo. Il diavolo gli spiega che a causa dei suoi crimini finirà comunque all'inferno e che non otterrà mai la grazia anche con il pentimento, facendo del suo aiuto per farlo fuggire il ritardare delle pene che comunque lo aspettano all'inferno. Ambrosio dispera nella misericordia di Dio e, troppo impaurito dal rogo che lo attende, sentendo i passi degli uomini che lo avrebbero portano nel suo ultimo luogo, firma un patto con Lucifero, vendendogli l'anima e la possibilità della salvezza dei cieli. Una volta legata la sua anima a Lucifero, questo lo fa evadere dalla cella, fuggendo con lui in volo. Lucifero lo porta, non da Matilda come il monaco aveva sperato, ma sul ciglio di un dirupo: il patto che Ambrosio ha firmato, prevede solo la sua liberazione dalle grinfie dell'Inquisizione e non che cosa ne sarebbe stato di lui dopo. Scopre così che Lucifero è subito intenzionato a ghermirgli l'anima. Al fine di farlo morire dannato, il demone enumera i suoi peccati, rivelandogli verità sconcertanti: quando lui aveva solo due anni, i suoi genitori furono costretti a scappare per fuggire alle ire del padre di questo, il marchese de las Cisternas, furente per aver scoperto che il figlio era convolato segretamente a nozze con una ragazza di umili origini; nella fretta della fuga dovettero lasciare il bambino alle cure della famiglia della madre e, quando il marchese arrivò nella casa di questo, non trovando più né il figlio né la consorte, indirizzò la sua vendetta sui soli rimasti, facendo imprigionare il povero vecchio, portando via il bambino e mettendo in giro la voce che fosse morto poco tempo dopo. Quella donna altri non era che Elvira, la donna da lui uccisa, e ciò faceva di Antonia, stuprata e uccisa, sua sorella. Lucifero gli dice che Dio lo avrebbe perdonato nella sua infinita misericordia e che la sua dannazione era stata determinata unicamente dal patto firmato. Ma il demonio continua a schernirlo: gli svela che Matilda era solo un suo demonio che aveva mandato, al fine di sedurlo e corromperlo, per togliere a Dio un uomo che si era innalzato alle virtù dei suoi angeli. In una macabra beffa finale Lucifero gli rivela infine che era stato completamente inutile avergli venduto l'anima: se solo avesse esitato un minuto di più a firmare il contratto, avrebbe scoperto di essere stato graziato.
Dopo tutte le rivelazioni, il diavolo lascia cadere Ambrosio nel dirupo, dove muore sfracellandosi al suolo.
Il romanzo segue, oltre alla storia di Ambrosio, anche le vicende di altri personaggi, tutti legati in qualche modo tra loro. Questi sono: Antonia e sua madre Elvira; Lorenzo, innamorato di Antonia; sua sorella Agnes, monaca rimasta incinta e promessa sposa di don Raymond, amico di Lorenzo.
La narrazione della storia d'amore tra Raymond e Agnes, fatta dallo stesso Raymond all'amico Lorenzo, rappresenta poi un vero e proprio racconto a sé stante, durante il quale compaiono figure tipiche del romanzo gotico come la Monaca Sanguinante e l'Ebreo errante.

## Accoglienza
Il romanzo, al momento della sua pubblicazione, ebbe un grande successo, anche se non mancò di suscitare molte critiche per via dei suoi contenuti scabrosi. Riviste autorevoli quali il «Monthly Mirror» e l'«Analytical Rewiew» lo esaltano e anche Coleridge, uno dei massimi poeti romantici inglesi, esprime il suo apprezzamento. Anche il marchese de Sade, alcuni anni dopo, afferma che questo è un «capolavoro gotico» e non può non ammirarne la violenta trasgressività.
Negli anni immediatamente successivi alla pubblicazione comparvero inoltre molte opere che si rifacevano più o meno esplicitamente a Il monaco: versioni ridotte (alcune anche a firma di Lewis), racconti tratti dal romanzo incentrati sulla vicenda di Raymond e Agnes o sulla ballata di Alonzo e Imogine, drammi e balletti ispirati da parti dell'opera.
Nel corso del XIX secolo comunque il romanzo venne via via dimenticato e passò in secondo piano nel panorama letterario.
Negli anni trenta del Novecento Il monaco fu infine riscoperto dal movimento surrealista che ne condivide la carica trasgressiva e libertina. Artisti come Antonin Artaud e André Breton ne sono influenzati e citano in varie occasioni l'opera lewisiana nei loro scritti.
È stato proprio grazie alla riscoperta surrealista che nel corso del XX secolo i critici sono tornati a interessarsi de Il monaco.

## Filmografia
Film tratti dal romanzo:
- Il monaco (1972), regia di Adonis Kyrou con Nadia Tiller, Franco Nero, Nathalie Delon e Nicol Williamson.
- Il monaco - (Le Moine) (2011), regia di Dominik Moll con Vincent Cassel.

## Edizioni

### Edizioni italiane
- Il monaco, traduzione di Liana Marcellari Johnson, Prefazione di Leslie Fiedler, Collana La Gaja Scienza n. 198, Milano, Longanesi, 1963.
- Il monaco, traduzione di Bruno Fonzi, Collana i millenni, Torino, Einaudi, 1970.
- Il monaco, traduzione di Gianna Tornabuoni, Roma, Newton Compton, 1972.
- Il monaco, traduzione di Mario Manzari, Collana Oscar Classici n. 314, Milano, Mondadori, 1994,  p. 432, ISBN 978-88-04-39487-7.
- Il monaco, traduzione di Anna Maria Biavasco e Valentina Guani, Collana I Classici Classici, Milano, Frassinelli, 1997, ISBN 978-88-768-4470-6.